# Half-Life (serie)

Logo della serie, un lambda arancione

Half-Life è una serie di videogiochi di genere sparatutto in prima persona creata da Valve Corporation.
Il primo titolo, chiamato semplicemente Half-Life, è stato pubblicato nel 1998 e ha successivamente ricevuto tre espansioni (Opposing Force, Blue Shift e Decay). L'uscita del sequel Half-Life 2 nel 2004 è stata poi seguita da una pianificata trilogia di giochi, di cui sono usciti Half-Life 2: Episode One nel 2006 e Half-Life 2: Episode Two nel 2007. L'uscita di Episode Three, inizialmente annunciata e poi posticipata, è stata oggetto di sempre meno discussioni da parte dell'azienda sviluppatrice Valve, fino a diventare uno dei casi più prominenti di vaporware nel mercato dei videogiochi. Dopo 13 anni dall'uscita di Episode Two, nel 2020 è stato distribuito Half-Life: Alyx, un prequel di Half-Life 2.
Le vicende narrate ruotano attorno a Gordon Freeman, scienziato del centro di ricerca Black Mesa, che dopo un incidente occorso durante un esperimento si ritrova a dover sopravvivere ad una invasione di mostri proveniente da un'altra dimensione, e successivamente a lottare contro una razza aliena (i Combine) che ha approfittato dell'incidente per conquistare la Terra.
La serie di Half-Life è stata acclamata da pubblico e critica, ed è ritenuta una pietra miliare del mondo videoludico a causa dell'impatto culturale e l'influenza su molti videogiochi usciti successivamente. Al franchise è in particolare attribuita un'innovazione delle meccaniche del genere sparatutto e una rivoluzione del modo di narrare nei videogiochi.

## Titoli della serie

### Half-Life
Half-Life è il primo titolo della serie, uscito il 16 novembre del 1998.
Il gioco è incentrato su Gordon Freeman, scienziato del centro di ricerca Black Mesa che alle prese con un esperimento determina inavvertitamente la creazione di un portale verso un'altra dimensione, da cui arrivano mostri alieni che iniziano a devastare il complesso. Freeman inizierà quindi una missione, aiutato dai pochi scienziati sopravvissuti, al fine di limitare l'invasione e chiudere il portale: pur riuscendovi, viene alla fine "rapito" da un'entità misteriosa, il G-Man, che intendende sfruttarlo per scopi non meglio precisati bloccando lo scienziato in una sorta di stasi interdimensionale.

#### Opposing Force
Half-Life: Opposing Force fu la prima espansione prodotta per il gioco. Sviluppata da Gearbox Software, uscì il 31 ottobre 1999. In essa si interpreta Adrian Shephard, membro di una squadra di marines che viene mobilitata per coprire ogni traccia dell'incidente avvenuto a Black Mesa durante gli accadimenti di Half-Life.

#### Blue Shift
Half-Life: Blue Shift fu la seconda espansione prodotta, e uscì il 12 giugno del 2001. Permette di vestire i panni di Barney Calhoun, guardia di sicurezza di Black Mesa, che assieme ad altri scienziati del complesso si attiva per tentare di limitare l'invasione dei mostri ed aiutare Gordon Freeman nella sua missione.

#### Decay
Half-Life: Decay fu la terza ed ultima espansione di Half-Life, disponibile solamente nella versione PlayStation 2 del gioco. Commercializzato il 29 ottobre 2001, è l'unico episodio della serie giocabile in modalità cooperativa. Permette impersonare due colleghe scienziate di Freeman, Gina Cross e Colette Green.

### Half-Life 2
Half-Life 2 è il sequel di Half-Life, pubblicato il 16 novembre 2004.
La storia narrata inizia con la "liberazione" di Gordon Freeman da parte del G-Man, che si risveglia nella città di City 17 decenni dopo l'incidente di Black Mesa scoprendo che il pianeta è stato invaso da un impero alieno noto come Combine. Freeman, aiutato dagli ex colleghi Barney Calhoun e Eli Vance (nonché dalla figlia di quest'ultimo, Alyx), aiuta la resistenza a contrastare i Combine e a distruggere la Cittadella che essi usano come quartier generale sulla Terra.

### Half-Life 2: Episode One
Half-Life 2: Episode One è il primo sequel di Half-Life 2, ed è stato distribuito il 1º giugno del 2006. Riprendendo le vicende del gioco precedente, viene raccontata la fuga di Freeman e Alyx Vance da City 17, prossima ad essere distrutta dal reattore della Cittadella.

### Half-Life 2: Episode Two
Half-Life 2: Episode Two è il secondo sequel di Half-Life 2. È stato reso disponibile su Steam il 10 ottobre del 2007, e commercializzato nella compilation The Orange Box insieme a Portal, Team Fortress 2, Half-Life 2 e Half-Life 2: Episode One.
In Episode Two Gordon Freeman e Alyx Vance continuano la loro fuga dai Combine, dirigendosi verso il laboratorio di White Forest, divenuto il quartier generale della resistenza.

### Half-Life: Alyx

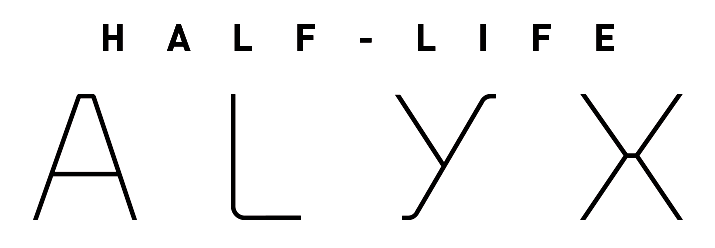
Logo di Half-Life: Alyx.

Half-Life: Alyx, progettato esclusivamente per la realtà virtuale e commercializzato il 23 marzo 2020, segue le vicende di Alyx Vance prima degli eventi di Half-Life 2. Si tratta del primo capitolo della serie in oltre dodici anni, con il penultimo titolo, Half-Life 2: Episode Two, pubblicato nel 2007.

## Titoli correlati

### Portal
Portal è un videogioco del 2007 ambientato nell'universo di Half-Life e incluso nella compilation The Orange Box; si tratta di un rompicapo in prima persona.

### Portal 2
Portal 2 è il seguito di Portal; anche questo è strutturato come un rompicapo in prima persona, fu vincitore di numerosi premi (tra cui "Best Game", "Best Story" e "Best Design" al Bafta Video Game Awards).

### Black Mesa
Black Mesa è un remake di Half-Life nel motore di gioco Source engine. Sviluppato da terze parti e in seguito approvato da Valve, il titolo è uscito il 6 marzo 2020 per Microsoft Windows e Linux, dopo 15 anni dal primo annuncio.

## Sviluppo

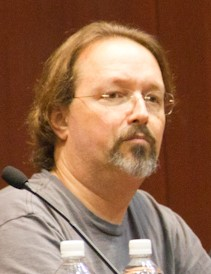
La trama dei primi due videogiochi è stata scritta da Marc Laidlaw

La trama originaria era ispirata da giochi quali Doom e Quake, entrambi prodotti dalla id Software, ma fu poi interamente riscritta e sviluppata da Marc Laidlaw, scrittore di libri quali Dad's Nuke e The 37th Mandala e dipendente stesso della Valve Software. In ogni caso, l'aspetto più influente non fu la trama stessa, bensì come veniva presentata al giocatore. Quest'ultima si dipana attraverso sequenze preordinate integrate come parte stessa del gioco, piuttosto che come filmati di intermezzo. Fra i vantaggi di questo stile narrativo possiamo elencare l'incremento dell'immersione ed il mantenimento di una trama continua, che riesce a tenere il giocatore interessato alle vicende. Valve implementò anche altri fattori che permisero di aumentare il grado di immersione, come ad esempio l'impossibilità da parte del giocatore di vedere il proprio personaggio o di ascoltarne la voce, dato che rimane silenzioso per l'intero gioco. Personaggio sul quale, inoltre, il giocatore non perde mai il controllo. I livelli di Half-Life sono, infine, divisi in piccole sezioni per minimizzare le interruzioni durante i caricamenti e garantire una sensazione di continuità.

### Episodi cancellati

#### Episode Three
Conosciuto anche col nome di Half-Life 3, avrebbe dovuto essere il successore in linea temporale di Episode Two.
Venne citato per la prima volta da Gabe Newell nel 2006 come parte della trilogia di episodi successivi ad Half-Life 2. Nel corso degli anni apparvero anche vari concept art attribuiti allo staff che stava sviluppando il gioco.
Tuttavia sia Valve che Newell stesso nel corso degli anni parlarono sempre meno riguardo allo stato di avanzamento del progetto, lasciando intendere che esso sia stato accantonato da Valve in favore di altri prodotti.
A causa della mancanza di aggiornamenti regolari sullo sviluppo del gioco e l'assenza di una cancellazione definitiva dell'episodio, Episode Three è diventato in breve tempo un fenomeno di Internet, nonché uno dei più noti esempi di vaporware nel campo dei videogiochi.
Nel gennaio del 2017 un anonimo sviluppatore della software house americana avrebbe dichiarato alla rivista Game Informer che negli anni vari team avrebbero lavorato singolarmente alla creazione del gioco, cercando anche di innovare la formula classica di Half-Life (ad esempio, abbandonando la struttura FPS ed implementandone una in stile RTS, oppure creando un gioco d'azione utilizzando la tecnica Full Motion Video con attori in carne e ossa), ma nessuna di queste idee avrebbe avuto successo. Poco tempo dopo, un'altra fonte anonima interna a Valve dichiarò che il gioco non era in sviluppo e che il progetto era stato abbandonato dalla software house, anche a causa della pressione e delle aspettative che nel corso degli anni esso aveva generato.
Nell'agosto dello stesso anno lo storico sceneggiatore della serie Marc Laidlaw, che nel frattempo aveva abbandonato Valve, pubblicò sul suo blog personale una storia di fantasia che richiama quasi esplicitamente quanto avvenuto negli episodi precedenti della serie (cambiando tuttavia i nomi dei personaggi e dell'ambientazione originale), e lasciando intendere che si trattasse della trama originariamente prevista per Episode Three.

#### Episode Four: Return to Ravenholm
Nel 2012 lo sceneggiatore Marc Laidlaw affermò che Valve aveva affidato agli Arkane Studios (gli sviluppatori della serie Dishonored) la creazione di uno spin-off della serie ambientato nella città fantasma di Ravenholm, precedentemente apparsa in Half-Life 2: l'episodio si sarebbe chiamato Episode Four o Episode Four: Return to Ravenholm. La casa francese avrebbe lavorato sul gioco nel 2006 e nel 2007, per poi abbandonare il progetto.
Nel 2017 apparve la notizia che Episode Four originariamente sarebbe stato affidato agli Junction Point Studios di Warren Spector, che avrebbero lavorato per breve tempo su varie idee relative al progetto, salvo poi cedere i concept agli Arkane Studios per dedicarsi invece allo sviluppo di Epic Mickey.

## Personaggi

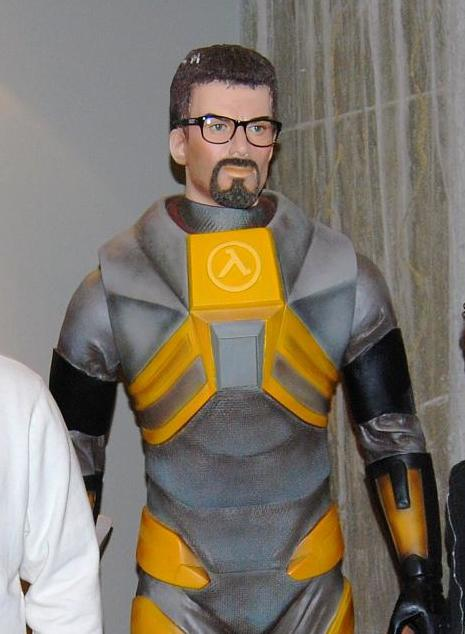
Statua raffigurante Gordon Freeman presente all'interno degli studi di Valve

### Principali

#### Gordon Freeman
Gordon Freeman è il silenzioso protagonista della serie principale di Half-Life, un fisico teorico laureato al MIT e ricercatore del centro di ricerche Black Mesa. Si ritrova a dover sopravvivere ad una invasione di mostri proveniente da un'altra dimensione, sfruttando varie armi (tra cui un piede di porco, arma divenuta nel tempo iconica nel panorama videoludico).
Gordon Freeman viene ritenuto uno dei personaggi più noti e influenti nel mondo dei videogiochi.

#### Alyx Vance
Alyx Vance è tra i personaggi principali di Half-Life 2 e dei successivi episodi, nonché la protagonista di Half-Life:Alyx. Figlia dello scienziato Eli Vance, è uno dei membri più importanti della resistenza contro i Combine.
Nel corso degli anni Alyx Vance è diventata una tra le eroine più conosciute e apprezzate nell'ambiente videoludico.

#### G-Man
G-Man è un misterioso personaggio che appare in tutti i capitoli della serie. Dotato di un comportamento piuttosto ambiguo e apparentemente di poteri interdimensionali, la sua identità è sconosciuta, così come il motivo delle sue azioni.

#### Barney Calhoun
Barney Calhoun è una delle guardie di sicurezza di Black Mesa; oltre ad apparire nel primo e nel secondo titolo come personaggio non giocabile, è il protagonista della seconda espansione del primo Half-Life, Blue Shift.

#### Eli Vance
Collega di Gordon Freeman ai tempi di Black Mesa, Eli Vance è un personaggio non giocabile che appare brevemente in Half-Life aiutando Gordon Freeman nella sua missione. Ottiene più spazio nei titoli successivi: in Half-Life 2 si scopre che, sopravvissuto a Black Mesa, è diventato uno dei fondatori della resistenza all'invasione dei Combine, continuando inoltre a svolgere ricerche sui teletrasporti assieme alla dottoressa Judith Mossman.
In Half-Life 2 e negli episodi successivi volto e modello del personaggio sono basati su Larry Heard, un uomo che alcuni dipendenti di Valve incontrarono vicino agli studios e che venne assoldato in quanto cercava lavoro, mentre a doppiarlo fu l'attore Robert Guillaume (a causa della morte di quest'ultimo nel 2017, in Half-Life: Alyx Eli Vance venne doppiato dall'attore James Moses Black).

#### Isaac Kleiner
Come il precedente è uno degli scienziati che compaiono in brevi sezioni del primo Half-Life per aiutare Gordon Freeman, per poi aver maggior risalto nei titoli successivi.
Kleiner è uno dei maggiori ricercatori sui teletrasporti, già professore di Gordon Freeman durante i suoi studi al MIT.

#### Adrian Shephard
Adrian Shephard è un marine; appare solamente nell'espansione Opposing Force del primo Half-Life, del quale è protagonista.

### Secondari

#### Wallace Breen
Rappresenta l'antagonista principale di Half-Life 2. Ex amministratore di Black Mesa, Breen in occasione dell'invasione dei Combine riuscì a raccogliere sufficiente autorità per contrattare la resa della Terra e divenire factotum dell'Impero sul pianeta, instaurando un regime oppressivo.
Volto e modello di Breen sono basati su Roger Guay, direttore della Tanner Electric Cooperative (un'azienda fornitrice di energia elettrica situata a Tanner, nella stessa zona della sede degli studi Valve); a dargli la voce fu invece l'attore Robert Culp.

#### Judith Mossman
Assistente di Eli Vance, si scopre fare il doppiogioco per conto di Breen sperando di tutelare Vance e le sue ricerche, salvo poi disilludersi sulle reali intenzioni del despota e dedicarsi completamente alla causa della resistenza.

#### D.O.G.
D.O.G. è un grosso robot costruito da Eli Vance per proteggere la figlia Alyx. Il nome deriva dal suo comportamento, che ricorda quello di un cane.

#### Arne Magnusson
Arne Magnusson è uno scienziato di Black Mesa che appare brevemente in Half-Life e successivamente in Half-Life 2: Episode Two, dove dirige il centro di ricerca nella base di White Forest.

### Creature aliene

#### Headcrab
Gli Headcrab (chiamati in italiano anche col nome di "succhiateste") sono dei piccoli esseri, lunghi circa 50-60 centimetri e simili a dei ragni o a dei granchi. Sono in grado di spiccare dei considerevoli salti al fine di avvinghiarsi alla testa di qualsiasi umano capiti a tiro: dopodiché si cibano dell'encefalo della vittima e ne prendono il controllo, trasformandola in uno zombie. In Half-Life 2 compaiono anche varianti di Headcrab, come gli Headcrab veloci e una specie velenosa.

#### Zombie
Si tratta di esseri umani "posseduti" dagli Headcrab, manifestano una spiccata aggressività e attaccano a corpo a corpo chiunque vedano.
In Half-Life 2 compaiono anche zombie con Headcrab veloce (che per l'appunto garantisce loro una maggiore velocità rispetto ai normali zombie) e zombie colpiti da Headcrab velenosi che ospitano vari esemplari di questi sul proprio corpo. In Episode One appaiono per la prima volta degli zombie di soldati Combine posseduti da Headcrab, che Alyx Vance soprannomina ironicamente "Zombine".

#### Vortigaunt
I Vortigaunt sono delle creature umanoidi, caratterizzate dalla presenza un singolo grande occhio nonché dal possedere notevoli capacità telepatiche. Compaiono per la prima volta nel primo capitolo Half-Life, nel quale combatteranno Freeman facendo parte dell'invasione aliena di Black Mesa: tuttavia dopo la distruzione del Nihilanth (del quale erano servi) essi passeranno dalla parte dei terrestri, entrando nella resistenza contro l'invasione dei Combine.

### Forze Combine
L'Unione Universale (o impero Combine) è un impero militare alieno, giunto sulla Terra richiamato dall'incidente di Black Mesa e dalla serie di portali interdimensionali che esso ha creato. Dopo aver invaso il pianeta e averlo conquistato in appena sette ore, creano un governo fantoccio guidato da Wallace Breen che si occuperà dello sfruttamento delle risorse e del mantenimento dell'ordine.
Sull'Unione Universale esistono pochi dati certi; sembrerebbe però essere un enorme impero multidimensionale, che ha occupato varie dimensioni (tra cui Xen). Secondo il libro "dietro le quinte" di Half-Life 2 (Raising the bar) la loro macchina militare è composta da un enorme numero di razze sottomesse ed adattate a scopi bellici, provenienti da pianeti precedentemente conquistati. I Combine fanno ampiamente uso di ingegneria bionica, creando armi e mezzi ibridi di natura biologica.
Al vertice della scala gerarchica dei Combine si trovano i Consiglieri, creature somiglianti a grossi vermi e dotate di potenti abilità telecinetiche.
I Combine utilizzano dei portali di collegamento tra una dimensione ed un'altra, ma una volta effettuato un salto devono dipendere dai mezzi di trasporto presenti nella dimensione di arrivo, non potendo scegliere con precisione le coordinate di uscita del teletrasporto.

## Ambientazione

### Laboratorio Black Mesa
Black Mesa è un vasto ed imponente laboratorio di ricerca, situato in New Mexico, dove il protagonista Gordon Freeman svolge le mansioni di ricercatore. Gli studi effettuati nei laboratori spaziano dalla creazione di nuove armi allo sviluppo di portali tra diverse dimensioni.
All'interno di tale complesso sono ambientati il primo capitolo Half-Life e le relative espansioni Opposing Force e Blue Shift.

### Xen
Xen è una dimensione di confine popolata da numerose e diverse creature aliene, scoperta dagli scienziati umani poco prima degli eventi narrati in Half-Life.
Da Black Mesa venivano organizzate delle spedizioni a fondo scientifico, col compito di esplorare, raccogliere minerali o forme di vita. Non tutte queste spedizioni avevano successo, e anzi è possibile trovare i cadaveri di questi ricercatori, indossanti tute HEV, nelle fasi finali del primo Half-Life.
Secondo uno scambio di email tra un appassionato e Mark Laidlaw, autore della trama del gioco, riguardo alle dichiarazioni di una rivista, Xen non era sotto il controllo Combine durante gli eventi di Half-Life; il Nihilanth, nemico finale del primo capitolo della saga, verrebbe da un mondo conquistato dai Combine tempo addietro, e si rifugiò su Xen come ultima spiaggia. Stando alle dichiarazioni di Laidlaw, Xen sarebbe un luogo di transitazione dimensionale strategico, da tempo oggetto di contese.

### City 17
City 17 è la città scelta dai Combine per svolgere il ruolo di capitale del pianeta dopo l'invasione della Terra. Apparentemente posta nell'Europa orientale, all'interno di essa si sviluppa la Cittadella, una imponente struttura dentro alla quale vive Wallace Breen.
In essa avvengono le vicende narrate in Half-Life 2 e nel successivo Episode One.

### Ravenholm
Ravenholm è un villaggio situato vicino a City 17, i cui abitanti sono stati trasformati in varie tipologie di zombie. L'unico superstite a non essere finito vittima degli Headcrab è il prete della chiesa della cittadina, Padre Grigori, che armato di fucile continua a prendersi cura del suo "gregge" e aiuta Gordon Freeman ad abbandonare il villaggio in Half-life 2.

## Eredità
I videogiochi Half-Life, in particolare i primi due capitoli principali della serie, sono ritenuti di grande importanza per l'evoluzione dei videogiochi e specialmente del sottogenere sparatutto. Al franchise è in particolare attribuita un'innovazione delle meccaniche sparatutto e una rivoluzione delle modalità di narrazione.
Nel 2018, Keith Stuart di The Guardian ha definito Half-Life "lo sparatutto più importante di sempre".

### Sparatutto

#### Narrazione e ambientazione

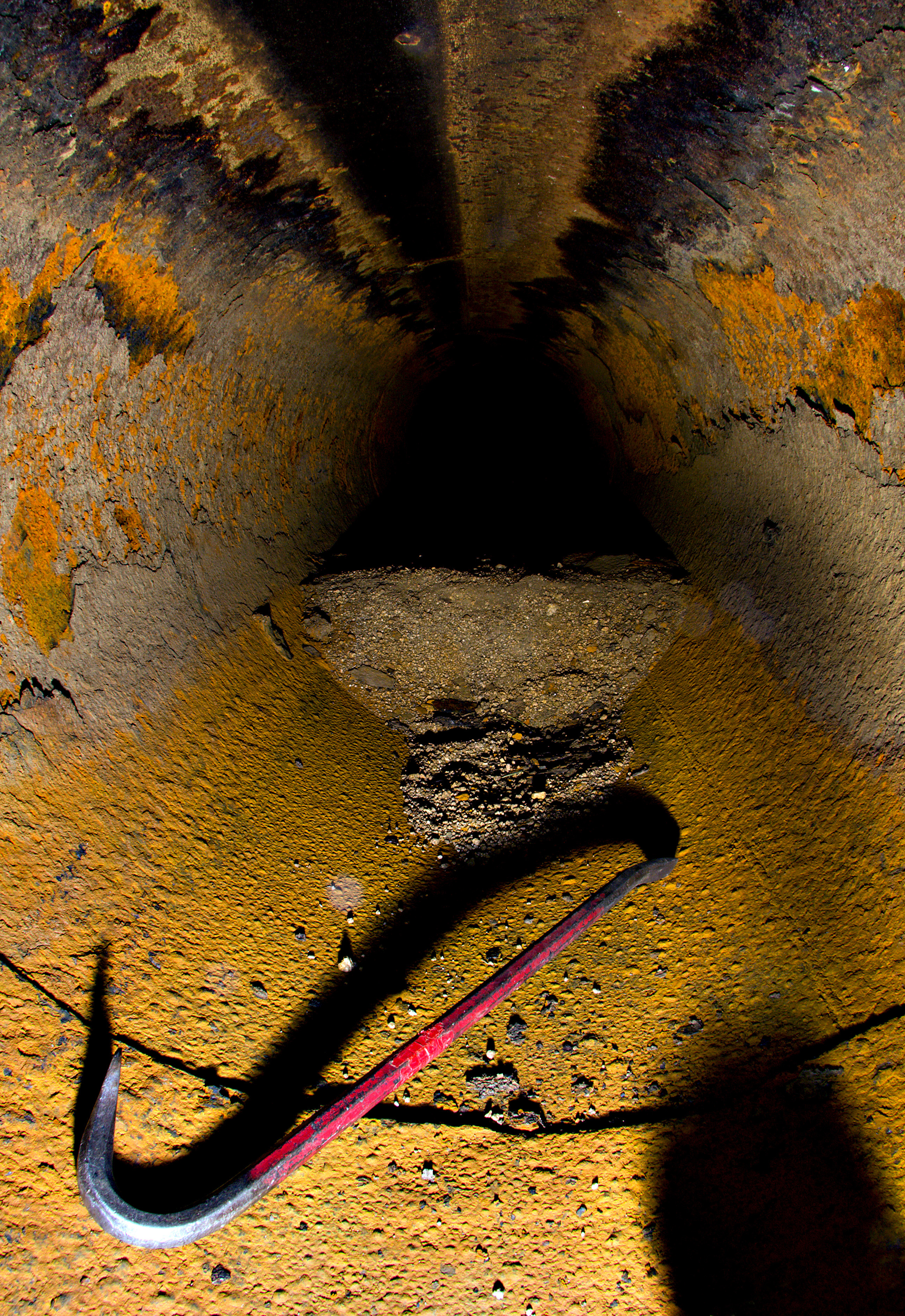
Fotografia ispirata all'ambientazione di Half-Life, con l'iconico piede di porco.

Half-Life è spesso indicato come primo esempio di narrazione nei videogiochi tramite ambientazione piuttosto che intermezzi, stabilendo un sistema di storytelling particolarmente influente e riutilizzato in molti altri videogiochi nei decenni seguenti. Secondo IGN, la pubblicazione del primo titolo della serie dividerebbere la storia degli sparatutto nei capitoli "pre-Half-Life e post-Half-Life".
Ad Half-Life 2 è stata attribuita la popolarizzazione di ambientazioni distopiche basate su città sovietiche nei videogiochi.
Gli sviluppatori della serie BioShock hanno citato Half-Life 2 come importante fonte di ispirazione per BioShock Infinite, affermando che Alyx Vance ha direttamente influenzato l'ideazione della co-protagonista Elizabeth.

#### Tecnologia
L'intelligenza artificiale e la gestione delle armi del primo Half-Life sono state definite particolarmente avanzate e di esempio per i giochi successivi.
La fisica e la manipolazione degli oggetti di Half-Life 2, basati su Source Engine e Havok, sono stati indicati come importanti per la popolarizzazione del concetto di interagibilità nei livelli degli sparatutto.

### Opere derivate
Half-Life e Half-Life 2 sono stati oggetto di numerose mod e total conversion, alcune delle quali hanno guadagnato molta popolarità, arrivando anche ad essere pubblicate in modo stand-alone negli anni successivi sotto approvazione di Valve Corporation.
Con la pubblicazione di software development kit per il primo Half-Life da parte di Valve, numerose mod e total conversion del gioco sono state oggetto di attenzione da parte del pubblico negli anni successivi. I team di sviluppo di alcune delle mod più popolari sono stati in seguito assunti da Valve con lo scopo di pubblicare i prodotti come videogiochi separati, come nei casi di Counter-Strike e Day of Defeat. Dopo l'assunzione di Valve, i creatori di Team Fortress, popolare mod di Quake, hanno usato il motore di Half-Life per sviluppare Team Fortress Classic, anch'esso poi venduto singolarmente.
La pubblicazione di Half-Life 2 e del nuovo motore di gioco Source ha spinto una seconda ondata di modifiche e conversioni. La mod sandbox Garry's Mod sviluppata da terzi è stata pubblicata da Valve stessa e in seguito aggiornata per includere contenuti di altri videogiochi Source dell'azienda, come Team Fortress 2 e Counter-Strike: Global Offensive. Diversi prodotti inizialmente sviluppati come mod per Half-Life 2 sono stati poi approvati per l'utilizzo del motore di gioco e pubblicati separatamente da altre aziende, come The Stanley Parable, Chivalry: Medieval Warfare e Insurgency. Black Mesa, un remake totale del primo Half-Life in Source, è stato sviluppato e pubblicato da terze parti nel 2020 con il permesso di Valve.